# Blaž Tadijanović
Blaž Tadijanović (Rastušje, 1728. – Cernik, 23. travnja 1797.), hrvatski jezikoslovac i pisac. 

## Životopis
Godine 1744. postao je članom franjevačkog reda. Kao kapelan odlazi u sedmogodišnji pruski rat, gdje je ostao zatočeništvu s ostalim zarobljenim zemljacima. Za njihovu potrebu napisao je praktični priručnik za učenje hrvatskog i njemačkog jezika "Svaschta po mallo illiti kratko sloxenye immenah, i ricsih u illyrski, i nyemacski jezik (Svašta po malo iliti kratko složenje imena i riči u ilirski i njemački jezik) iz 1761. godine. Ta gramatika s rječnikom sadrži obrasce pisama, njemačko-hrvatske razgovore i opise sklonidbe. To je prvo svjetovno djelo u slavonskoj književnosti nakon oslobođenja od Turaka, kojim se Tadijanović svrstao u prosvjetiteljske prethodnike Relkovića. Jezik tekstova i primjera je slavonska ikavska štokavština.